# Día tras día (libro)
Día tras día es el nombre de una novela corta escrita por Miguel Donoso Pareja publicado en 1976 y se caracteriza por priorizar la experiencia sobre el desenlace a través de múltiples historias entrelazadas y una estructura de "casa de espejos" que distorsiona la realidad. Explora la dicotomía entre el "ser" y el "estar", así como la naturaleza fragmentada de la memoria y la identidad, y el ciclo continuo de vida y muerte.

## Estilo y argumento
Día tras día es la novela sobre su exilio. Se caracteriza por priorizar el recorrido narrativo sobre el desenlace. La novela se compone de múltiples historias entrelazadas, destacando la relación sexual entre un hombre, una muchacha y una mujer, observada por un cóndor. La trama se ramifica en diversas subtramas, incluyendo la relación entre el hombre y Dolores, la disputa de N con un grupo clandestino, una entrevista a N, el entierro de Ligia y una llamada telefónica. Estas historias, lejos de ser meros pretextos, son esenciales para la estructura de la novela.
Este libro se caracteriza por utilizar cada historia para personificar un diálogo más amplio. El narrador actúa como guía en este entramado de voces. La novela se asemeja a una "casa de los espejos", donde el tiempo se distorsiona y las imágenes se invierten. Cada trama actúa como un espejo que refleja una versión distorsionada de la realidad, invitando al lector a cuestionar sus propias percepciones. En este laberinto de reflejos, el lector se enfrenta a temas como el amor, el heroísmo, la historia, la libertad y la verdad, despojados de sus concepciones convencionales. La risa negra surge como única respuesta ante esta realidad fragmentada y distorsionada.

### Dicotomía entre el ser y estar
En la novela "Día tras día", N, durante una entrevista, establece una dicotomía entre "ser" y "estar". El "ser" representa la acumulación de experiencias y contradicciones, mientras que el "estar" simboliza el presente y la constante evolución del individuo. N sugiere que la libertad implica confrontar lo desconocido y construir un "misterio renovado". La novela misma encarna este concepto de "estar", manifestándose como una "casa de reflejos" donde la realidad se distorsiona. Los símbolos recurrentes, como la montaña y la caída, representan un renacimiento perpetuo en lugar de la muerte. La obra no busca contar una verdad única, sino explorar la reiteración de las mentiras y las múltiples facetas de la realidad.
El narrador invita al lector a un juego de máscaras, donde la identidad se construye y deconstruye constantemente. La novela no ofrece moralejas, sino que busca generar incertidumbre y cuestionamiento. Se asemeja a un símbolo, superando la fugacidad del misterio y convirtiéndose en una interrogación abierta. El narrador, construye una narrativa a partir de fragmentos de memoria y olvido. La novela no se centra en una trama única, sino que se define por la exploración de la memoria y la invención como medios para trascender el dolor. En resumen, "Día tras día" es una exploración de la condición humana a través de la distorsión de la realidad, la fragmentación de la identidad y la constante búsqueda de significado en un mundo incierto. "Día tras día" trasciende la mera descripción de una relación sexual o la construcción de un héroe. La novela se basa en recuerdos, lo que convierte la memoria en un elemento central y monstruoso, capaz de devorar tanto a la víctima como al verdugo. La memoria no es absoluta, sino una forma de invención, un proceso de exilio y olvido para poder recordar selectivamente.

### Personajes
El héroe de la historia se desdobla entre N, quien guía y profetiza, y el narrador, quien da vida a N y lucha por sobrevivir. El narrador, sin nombre, se convierte en el verdadero héroe, inventando la vida y trascendiendo la muerte. Los personajes se fusionan y desdoblan, como Dolores/Gudrum y N/narrador, creando un mundo donde la muerte es un renacimiento constante. La novela no trata del naufragio del ser, sino de la caída y el estar. La muerte, como totalidad, es inalcanzable, pero se revela en la lucha con los recuerdos. N y el narrador representan las dos caras de la muerte: lo inaccesible y lo revelado en la memoria. La vida se convierte en un reflejo de la muerte, donde el olvido es necesario para vivir. La novela "Día tras día" propone una visión de la vida y la muerte como un ciclo continuo, donde "morir para seguir viviendo" se convierte en una premisa fundamental. Se entrelazan dos tiempos: uno lineal y estático, el del narrador que cuenta, y otro móvil y fragmentado, el de las tramas que emergen de la memoria.
La memoria, aunque fragmentaria, se manifiesta en epifanías, momentos de revelación que recuperan el aura de experiencias pasadas. Estas epifanías, evocadas a través de imágenes y recuerdos, son totalizantes en su fugacidad, como instantes de eternidad que se desvanecen. El narrador no recuerda de forma directa, sino a través de imágenes cargadas de múltiples impresiones, como "cajas de Pandora". Cada imagen encierra un conglomerado de recuerdos, permitiendo que un personaje sea múltiples personajes y un lugar, múltiples lugares. Lo esencial no es la identidad, sino el gesto y el misterio que reside en cada elemento. La verdad se desvela en instantes fugaces, dejando al cóndor como testigo de la resurrección constante. La novela, como la vida, se concibe como un proceso de renacimiento, no de repetición. Se abre la posibilidad de nuevas interpretaciones y renacimientos, como en una posible continuación titulada "Nunca más el mar".

## Relación con Henry Black
"Henry Black" y "Día tras día" comparten la prioridad de la experiencia narrativa sobre el argumento, buscando producir un efecto en el lector. Ambas novelas exploran la necesidad de recordar y recuperar un aura perdida. Sin embargo, difieren en su enfoque: "Henry Black" se centra en la estaticidad de la celda y la reafirmación de la pérdida, mientras que "Día tras día" se sumerge en la movilidad de la memoria y la invención como forma de trascender el dolor.
Ambas novelas exploran la memoria y la identidad, pero con enfoques distintos. "Henry Black" se centra en un "ser" atrapado en el naufragio, un exilio del mundo que se repite en un ciclo sin salida. "Día tras día", en cambio, se enfoca en un "estar" dinámico, una serie de momentos discontinuos que construyen una continuidad. Mientras "Henry Black" se caracteriza por ser estática y centrarse en un análisis del pasado, por otro lado, "Día tras día" se mueve entre tramas, explorando la invención y la transfiguración de la realidad. El narrador de "Día tras día" se enfrenta a lo nuevo, exiliado de sí mismo, y busca trascender el dolor a través de la ironía y la poesía.
En fin, ambos libros se complementan: "Henry Black" podría ser una trama dentro de "Día tras día", representando un momento de estancamiento. Mientras que "Henry Black" es un intento inútil de escapar del naufragio, "Día tras día" es un juego que permite la invención y la superación de la realidad. "Día tras día" ofrece una visión menos agobiante, permitiendo una salida, aunque sea otra vuelta del laberinto. Mientras la primera novela es un viaje hacia el interior de un ser atrapado, la segunda es una exploración del mundo exterior a través de la memoria y la invención.